# グランドホテルニュー王子
グランドホテルニュー王子（Grand Hotel New Oji ）は、北海道苫小牧市にあるホテル。王子グループの株式会社ホテルニュー王子が経営している。

## 概要
「プラザホテルニュー王子」（2011年閉館）に次ぐ宿泊施設として1999年（平成11年）に開業。苫小牧市中心部に位置しており、高さ80 m、16階建てのホテルは王子製紙苫小牧工場と並んでまちのランドマークになっている。苫小牧市と津波避難施設（津波避難ビル）の協定を結んでいる。

## 施設
客室
- シングルルーム (20 m²)
- ダブルルーム (35 m²)
- ツインルーム (20〜35 m²)
- スイートルーム (60〜96 m²)
- 和室
- 和洋室

レストラン
- スカイレストラン&バー グランビュー
- 中国料理 桃苑
- ガーデンレストラン ハルニレ
- 日本料理 こぶし

宴会場
- グランドホール (1,300 m²)
- 芙蓉の間 (552 m²)
- 若草の間 (290 m²)
- 白樺の間 (256 m²)
- 桔梗の間 (119 m²)
- 牡丹の間 (94 m²)
- 鈴蘭の間 (82.5 m²)
- 百合の間 (82.5 m²)
- 秋桜の間 (86 m²)
- 千草の間 (54 m²)
- 松の間 (36.5 m²)
- 竹の間 (36.5 m²)
- 梅の間 (36.5 m²)
- 桜の間 (36.5 m²)
- 楡の間 (36.5 m²)
- 楓の間 (38.9 m²)

その他
- チャペル「ボヌール」
- 特別室「GRAND DINING 1515」
- ナナカマド
- ブライダルハウスBiBi 苫小牧グランドホテルニュー王子店[9]
- POWER BEAUTY（パワービューティー）苫小牧店[10]
- ハウス オブ ローゼ グランドホテルニュー王子店
- メガネの大学堂[11]

## アクセス
- 北海道旅客鉄道（JR北海道）苫小牧駅から徒歩約5分
- 新千歳空港から車で約30分
- 苫小牧西港フェリーターミナルから車で約10分
- 道南バス「駅通中央」（道道19号沿い）停留所下車
- 道南バス・北海道中央バス（札幌北営業所）・あつまバス「表町5丁目」（王子通沿い）停留所下車